# 1641

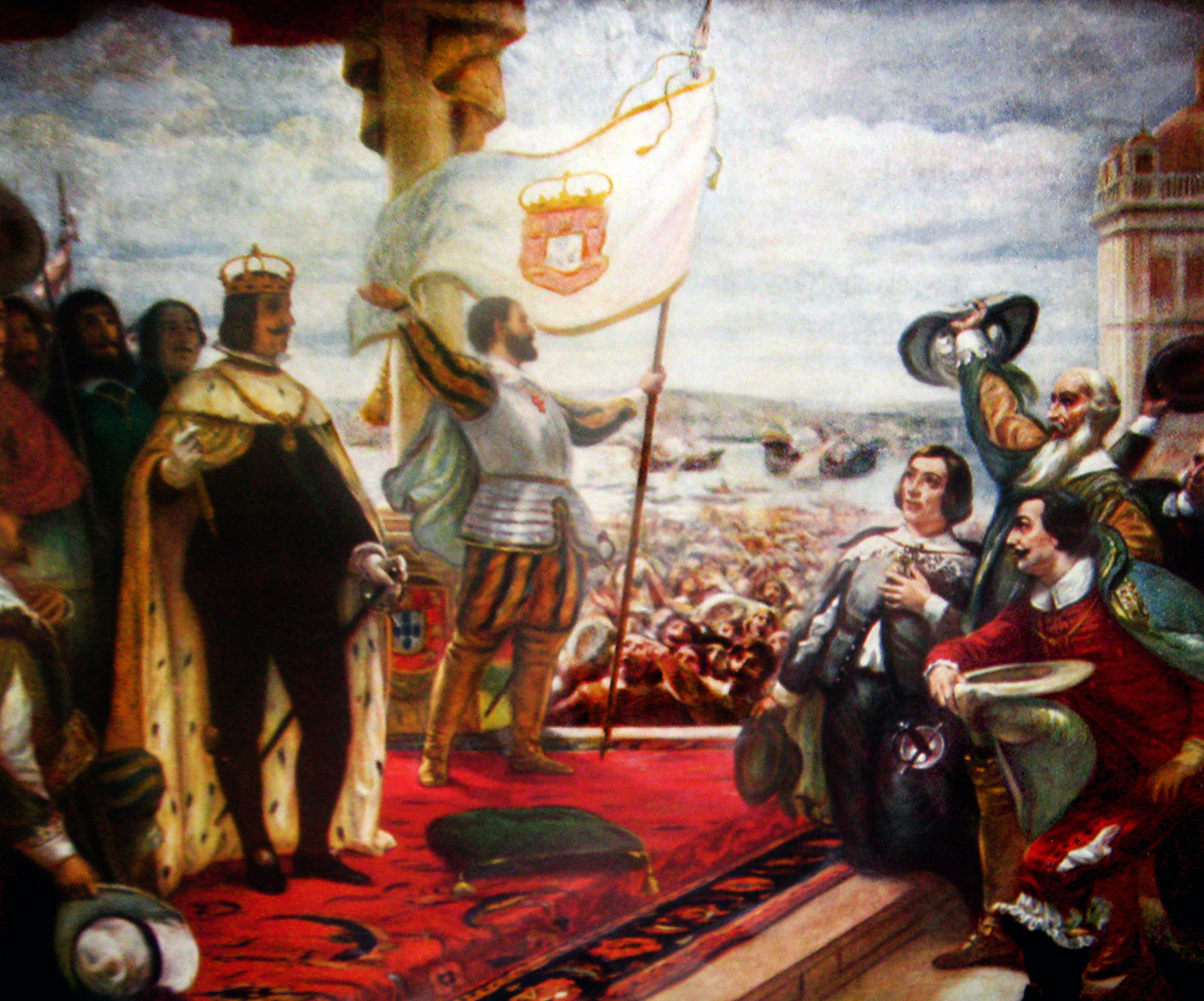
Inhuldiging van João IV

Het jaar 1641 is het 41e jaar in de 17e eeuw volgens de christelijke jaartelling.

## Gebeurtenissen
januari
- 14 - De stad Malakka (Maleisië) capituleert voor de Nederlanders. De Medemblikse kapitein Kaartekoe heeft dan nog maar 650 soldaten over. De rest is dood maar de zege levert de VOC een handelspost op waar eeuwenlang schatten zullen worden verdiend.
- 31 - Een Spaanse list om de stad Aardenburg in te nemen mislukt.

februari
- 21 - Werner Rolfinck wordt professor in de iatrochemie aan de Universiteit van Jena.

april
- april - Uitgave eerste deel van Flandria illustrata van de Vlaamse kanunnik Antonius Sanderus.

mei
- 2 - De 14-jarige zoon van stadhouder Frederik Hendrik, Willem II van Oranje, trouwt in Londen met de 9-jarige prinses Mary Henriette Stuart.

juni
- 28 - Vanuit zijn hoofdkwartier in Oeffelt begint Frederik Hendrik aan hetBeleg van Gennep.
- juni - Stichting van de handelsnederzetting in Deshima, Japan.

juli
- 12 - Verdrag van Defensieve en Offensieve Alliantie ondertekend door koninkrijk Portugal en de Republiek der Zeven Verenigde Nederlanden. Het verdrag heeft géén effect in de Portugese koloniën (Brazilië en Angola) onder Nederlandse heerschappij omdat het door beide partijen niet wordt gerespecteerd.
- 29 - De Spaanse bezetting van het Genneperhuis en de katholieke geestelijken verlaten onder geleide van Staatse troepen de stad Gennep.

augustus
- 21 - De admiraal van de WIC Cornelis Jol zet voet aan wal in Luanda nadat hij de bezetting van het Portugees slavenstation heeft verjaagd.
- 22 - Koningin-moeder Maria de' Medici van Frankrijk verlaat haar Londense ballingsoord. Als ze niet welkom blijkt in de Zuidelijke en de Noordelijke Nederlanden, vestigt ze zich in Keulen.
- 23 - De Portugese bezetting geeft het slavenstation Elmina over aan de belegeraars van de WIC.

september
- 29 - De Spanjaarden beginnen met de bouw van Fort Sint-Michiel op de linker Maasoever bij Venlo.
- september - oktober - Bloedige opstand in Ierland tegen de Engelse overheersing.

oktober
- 16 - Cornelis Jol verovert Sao Tomé, waar hij twee weken later sterft aan malaria.

november
- 4 - In de Zeeslag bij Kaap Sint-Vincent verjaagt een Spaanse vloot de Nederlandse zeemacht van de Portugese kust.
- 16 - Keizerlijke troepen plunderen Kleef (Dertigjarige Oorlog).
- 16 - De Nederlander Van Wuysthof brengt namens de VOC als eerste Europeaan een bezoek aan de koning van Laos.

zonder datum
- In Hamburg worden de eerste vredesbesprekingen gestart tussen de oorlogvoerende partijen van de Dertigjarige Oorlog en de Tachtigjarige Oorlog. De afspraak wordt gemaakt om de definitieve vredesonderhandelingen te laten starten in Münster en Osnabrück.
- René Descartes publiceert de Meditaties.

## Muziek
- Claudio Monteverdi componeert de opera Il Ritorno d'Ulisse in Patria

## Beeldende kunst

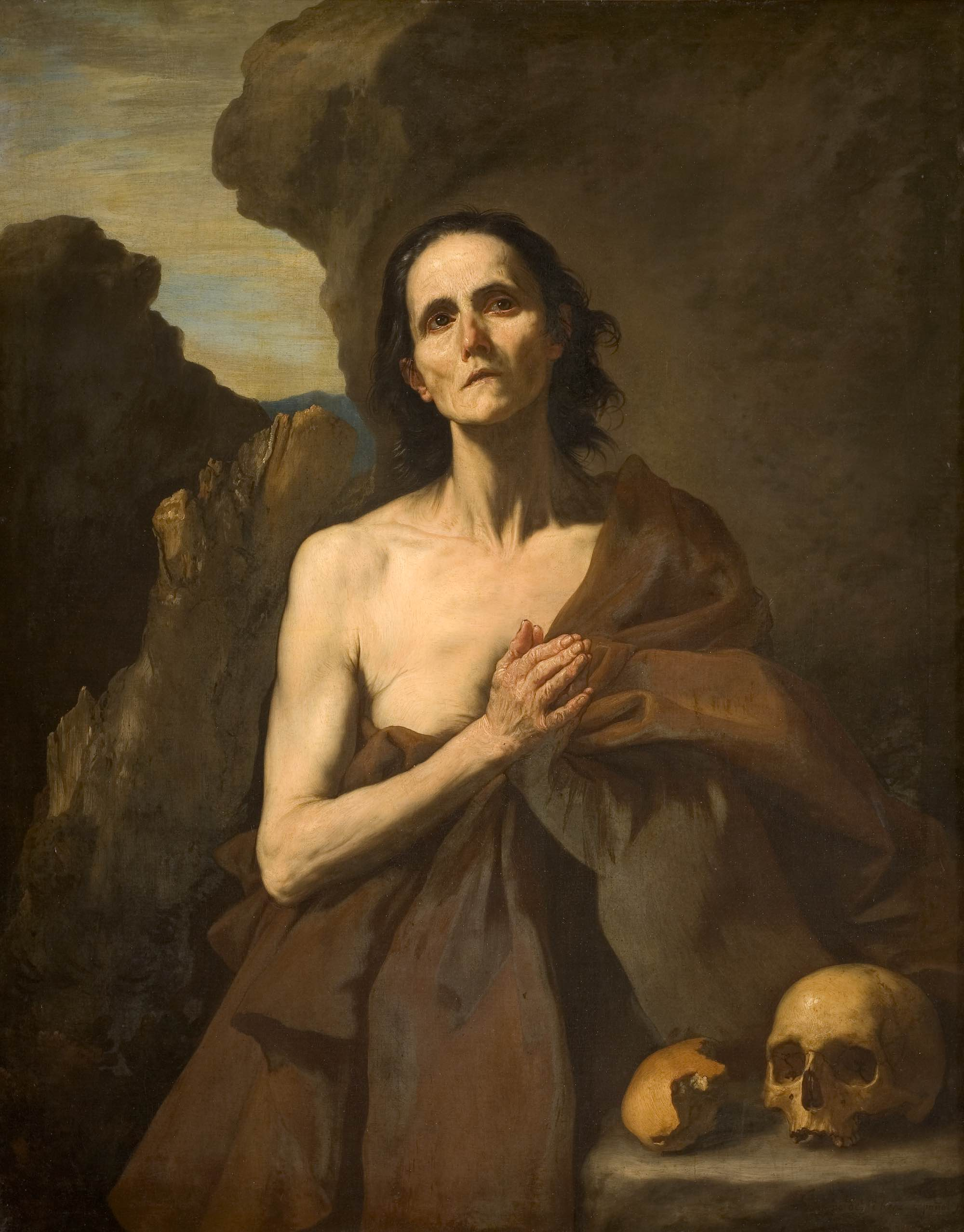
De heilige Maria van Egypte (1641) José de Ribera

## Bouwkunst

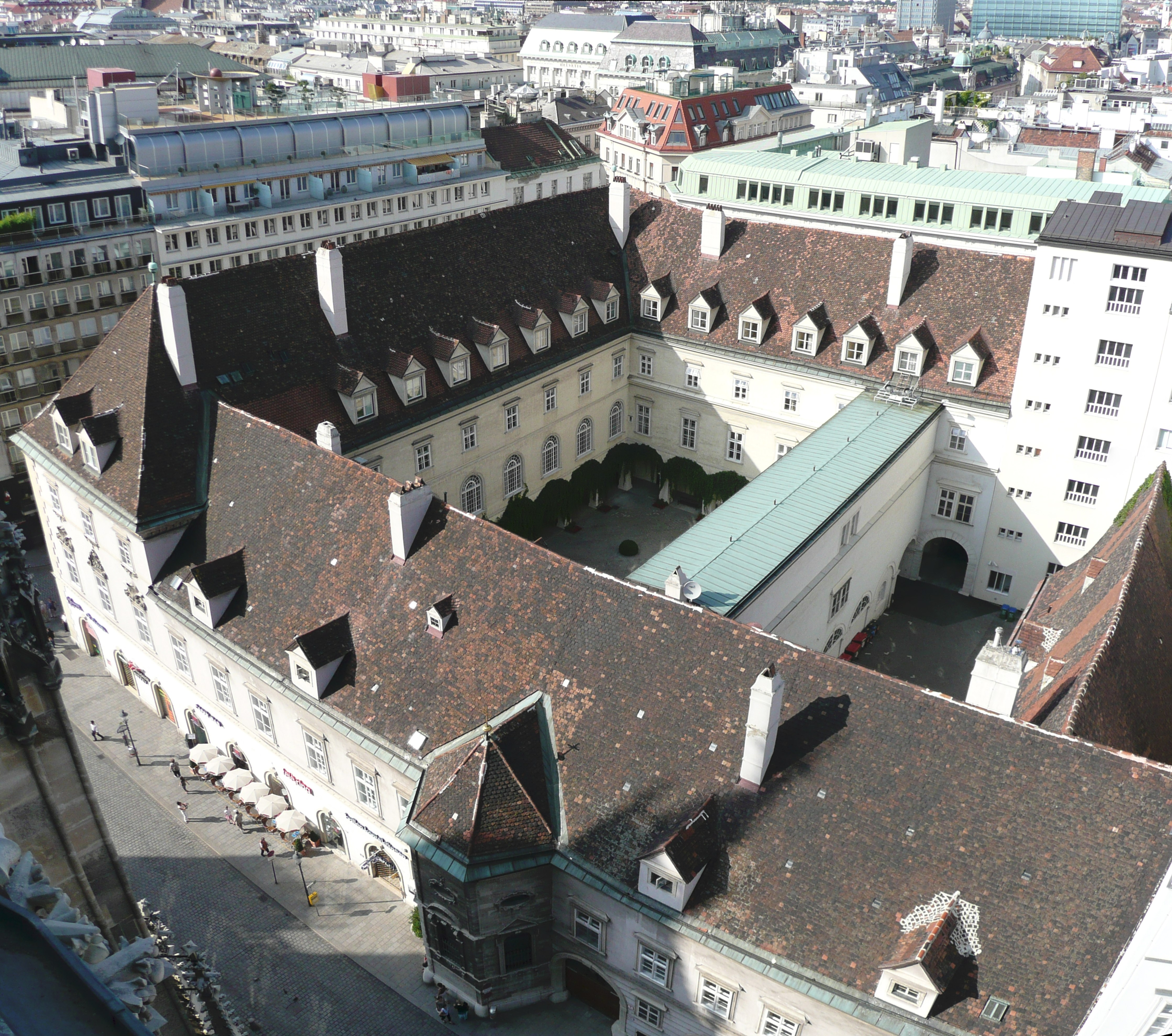
Aartsbisschoppelijk paleis Wenen (1641)

## Geboren
februari
- 2 - Claude de la Colombière, Frans jezuïet en heilige (overleden 1682)
- 8 - Robert Knox, Engels zeekapitein (overleden 1720)

mei
- 8 - Nicolaes Witsen, Nederlands cartograaf, schrijver, diplomaat en bestuurder (overleden 1717)

juli
- 30 - Reinier de Graaf, Nederlands arts en anatoom (overleden 1673)

september
- 22 - Titus van Rijn, Nederlands kunsthandelaar; zoon van kunstschilder Rembrandt van Rijn (overleden 1668)

november
- 23 - Anthonie Heinsius, Nederlands politicus (raadpensionaris) (overleden 1720)

## Overleden
januari
- 3 - Jeremiah Horrocks (23), Engels astronoom
- 11 - Franciscus Gomarus (77), Nederlands gereformeerd theoloog

augustus
- 14 - Willem Otto van Nassau-Siegen (34), Duits officier in het Zweedse leger

oktober
- 31 - Cornelis Jol (44), bijgenaamd "Houtebeen", Nederlands admiraal (West-Indische Compagnie)

december
- 9 - Antoon van Dyck (42), Zuid-Nederlands barokschilder
- 27 - François van Aerssen (69), Nederlands diplomaat

datum onbekend
- Estêvão de Brito (~66), Portugees componist